# Lasiopogon glomeratus
Lasiopogon glomeratus là một loài thực vật có hoa trong họ Cúc. Loài này được Hilliard mô tả khoa học đầu tiên.